# Liparis kenejiae
Liparis kenejiae är en orkidéart som beskrevs av Rudolf Schlechter. Liparis kenejiae ingår i släktet gulyxnen, och familjen orkidéer. Inga underarter finns listade i Catalogue of Life.